# Giovanni Schiaparelli
Giovanni Virginio Schiaparelli (1835-1910) là nhà thiên văn học người Ý. Ông là người đã tạo ra những hiểu nhầm đáng tiếc về sao Hỏa. Kính viễn vọng thô sơ của Schiaparelli đã tạo ra những hình ảnh mờ nhạt khiến ông "nhìn thấy" những vật không có thật giống như những kênh đào. Tuy nhiên, do hoàn toàn không biết đến sự thật này nên ông đã báo cáo về "những con kênh" trên sao Hỏa vào năm 1877, lần đầu tiên trong lịch sử thiên văn học.